# Europsko prvenstvo u atletici – Amsterdam 2016.
Europsko prvenstvo u atletici 2016. (engl.  2016 European Athletics Championships, niz. Europese kampioenschappen atletiek 2016) bilo je 23. Europsko prvenstvo u atletici po redu. Održalo se od 6. do 10. srpnja 2016. u Amsterdamu i po prvi put u Nizozmskoj.

## Vanjske poveznice
- EAA Službena stranica
- EAA kalendar